# Wilhelminaoord
Wilhelminaoord (52° 51′ N, 6° 10′ L) é uma cidade dos Países Baixos, na província de Drente. Wilhelminaoord pertence ao município de Westerveld, e está situada a 26 km, a noroeste de Hoogeveen.
Em 2001, a cidade de Wilhelminaoord tinha 784 habitantes. A área urbana da cidade é de 0.26 km², e tem 334 residências.
A área de Wilhelminaoord, que também inclui as partes periféricas da cidade, bem como a zona rural circundante, tem uma população estimada em 910 habitantes.